# أرنولد براكمان
أرنولد براكمان (بالإنجليزية: Arnold Brackman)‏ هو صحفي وكاتب أمريكي، ولد في 6 مارس 1923 في نيويورك في الولايات المتحدة، وتوفي في 21 نوفمبر 1983 في دانبري في الولايات المتحدة.